# Paramaecium
Paramaecium (auch Paramæcium geschrieben) war eine australische Death-Doom-Band aus Melbourne, die im Jahr 1990 gegründet wurde und sich nach einer Umbenennung 2006 in inExordium im Jahr 2013 auflöste.

## Geschichte
Die Band wurde im Jahr 1990 gegründet und wurde nach dem Pantoffeltierchen benannt und veröffentlichte 1991 ein erstes Demo mit dem Titel Silent Carnage. Im Jahr 1993 erschien das Debütalbum Exhumed of the Earth. Auf dem Tonträger, von dem etwa 12.000 Kopien abgesetzt wurden, bestand die Gruppe aus dem Bassisten und Sänger Andrew Tompkins, dem Gitarristen Jason De Ron und dem Schlagzeuger Jayson Sherlock. De Ron hatte Tompkins kennengelernt, als sie zusammen mit dem Originalgitarristen Colin „Mosh“ Mynard auf einem Friedhof das Coverfoto für das Demo Silent Carnage geschossen hatten. De Ron hatte Tompkins besser kennengelernt, als er bei einer Probe anwesend war, die Paramaecium zur Vorbereitung auf einen Auftritt mit Mortification diente. In derselben Nacht lernte De Ron auch Jayson Sherlock kennen. Nachdem Mynard die Band 1992 verlassen hatte, war De Ron als Ersatz dazugekommen. Auf dem zweiten Album Within the Ancient Forest, das 1996 erschien, war Chris Burton, der später zu Cryptal Darkness wechselte, als zweiter Gitarrist vertreten. Dem Album beigefügt war ein Roman mit demselben Namen, der von Andrew Tompkins geschrieben worden war. 1997 erschien die EP Repentance, die neu aufgenommene Lieder des Demos Silent Carnage sowie bisher unveröffentlichtes Material aus dem Jahr 1994 enthielt. Der Tonträger, auf dem der Gitarrist De Ron durch Mark Kelson ersetzt worden war, hatte eine Auflage von 500 Stück. Auf dem dritten Album A Time to Mourn, das 1999 erschien, waren alle Mitglieder bis auf Tompkins verschwunden. Als Gitarrist war der Brite Ian Arkley (Seventh Angel, Ashen Mortality, My Silent Wake) enthalten. Als Gastsängerin war Tracy Bourne  und als Schlagzeuger war Mark Orr zu hören. Mitte 2002 kam Jason De Ron als Gitarrist zurück zur Band. Zusammen mit Tompkins arbeitete er am nächsten Album Echoes from the Ground, das 2004 erschien. Danach verließ De Ron die Band wieder kurzzeitig, ehe er zusammen mit Tompkins den Schlagzeuger Jayson Sherlock, der im April 2006 auch zur Band zurückgekehrt war, weitere Auftritte abhielt. Im November 2006 hielt die Gruppe in Oslo ihren letzten Auftritt unter dem Namen Paramaecium ab, ehe sie sich un inExordium umbenannte. Nach der Veröffentlichung eines selbstbetitelten Albums im Jahr 2008, kam es 2013 zur Auflösung der Gruppe.

## Stil
Laut Myspace-Profil der Band wurde Paramaecium für Exhumed of the Earth durch Bands wie Cathedral, My Dying Bride und Anathema beeinflusst. Neben normalen Death Metal setze die Gruppe auch genrefremde Dinge wie eine Flöte, eine Violine und Sopran-Gesang ein. Within the Ancient Forest enthalte mehr weiblichen Gesang sowie ein Cembalo, ein Piano, eine Flöte und ein Cello. Auch auf Echoes from the Ground spiele die Band Death Doom und setze Sopran-Gesang und Violinen ein. Laut rockdetector.com handelt Exhumed of the Earth von den Taten Jesu Christi. Within The Ancient Forest handele davon, wie sich Tompkins zu seinem Glauben bekannt habe. Laut Brian Fischer-Griffin in der Encyclopedia of Australian Heavy Metal spielt die Band massiven und epischen Doom Metal. Der Roman Within the Ancient Forest reflektiere Tompkins’ christlichen Glauben, während das gleichnamige Album orchestral organisiert sei. Repentance sei in einem Death-Metal-Stil gehalten. Laut Garry Sharpe-Young in seinem Buch A-Z of Death Metal spielt die Band christlich orientierten Death Metal. In Mark Allan Powells Encyclopedia of Contemporary Christian Music wurde über den Gesang geschrieben, dass dieser klinge wie ein Mann ohne Zunge, der einen Haarball hochwürge. Exhumed of the Earth handele vom Leben Jesu, wobei das Album aus sieben Stücken bestehe. Das erste hiervon sei über 17 Minuten lang. In ihren Doom Metal integriere die Gruppe progressiven Artrock. Die verwendeten Violinen würden an Kansas erinnern. A Time to Mourn enthalte weiblichen Sopran-Gesang.
In seiner Rezension zu Exhumed of the Earth gab Kostas Panagiotou von doom-metal.com an, dass sich die Band von anderen Bands der Doom-Metal-Szene unterscheidet, da Paramaecium die einzige christliche Death-Doom-Band sei, die es an die Spitze des Genres geschafft habe. Das erste Lied des Albums bestehe aus weiblichem Sopran-Gesang und männlichem Growling. Aufgrund der klanglichen Parallelen und denselben an der Bibel orientierten Texten komme ein Vergleich zum My-Dying-Bride-Album As the Flower Withers, wobei der Paramaecium-Tonträger jedoch besser produziert sei. Neben dem Einsatz einer Flöte und einer Violine, habe man auch eine akustische Gitarre eingesetzt. Laut Panagiotou sind auf Within the Ancient Forest noch alle Stilelemente vorhanden, die es auch auf dem Vorgänger gegeben habe. Die Band spiele eine atmosphärische Mischung aus Doom- und Death-Metal.
Das Magazin Heaven’s Metal führte das Album Exhumed of the Earth auf Platz 42 seiner Rangliste der 100 besten christlichen Metal-Alben aller Zeiten. Laut dem Autor Doc von diesem Magazin wurde die Gruppe durch My Dying Bride und Cathedral beeinflusst. Das Album sei das kraftvollste und bewegendste des christlichen Death Doom.
Laut sound-scape.net hat De Ron 1987 mit dem Spielen der E-Gitarre begonnen, nachdem er ein Gitarrensolo von Dave Murray von Iron Maiden gehört hatte. Er sei durch die Musik von Larry Carlton, Chick Corea, Dave Weckl, Miles Davis, John Coltrane, Wes Montgomery, Scott Henderson, Simon Phillips und Joe Satriani beeinflusst worden. Jayson Sherlock sei im Jahr 1979 durch das Schlagzeugsolo von Peter Criss auf dem Kiss-Live-Album Alive! beeinflusst worden. Sein erstes Schlagzeugsetz habe er 1985 erhalten. Er sei durch verschiedene Bands und Künstler wie Gojira, Dark Tranquillity, Death, Darkane, Nile, The Corrs, David Gray, Jamiroquai, At the Gates, Cynic, Necrophagist, Altera Enigma, Opeth, frühe Bolt Thrower, frühe Sodom, Kreator, Aghora, frühe Soilwork, In Flames, Obituary, Terrorizer, Terror 2000, Nightrage, Dave Weckl, Simon Phillips, Iron Maiden, Decapitated, Killswitch Engage, Lamb of God, King’s X, Primus, Virgil Donati und Zyklon beeinflusst worden.
Gregor Arndt vom Metal Hammer schrieb in seiner Rezension zu Exhumed of the Earth, dass das Album einige Jahre zu spät komme. Der Tonträger weise die Qualitäten von Cathedrals Forest of Equilibrium auf, wirke jedoch mittlerweile altmodisch. Die Band spiele eine langsame Mischung aus Grindcore und Doom Metal, die „tief, sehr finster, heavy und klassisch-instrumental angereichert“ sei. Laut Michael Schäfer vom selben Magazin spielt die Band auf A Time to Mourn „Doom, der aus Depressionen und den Widrigkeiten des Lebens eine positive Kraft entwickelt“. Der Gesang und die Violinen würden die frühen My Dying Bride erinnern. Die Gitarren und das Schlagzeug seien in Moll gehalten. Man könne die Musik auch als Power Doom bezeichnen.
Laut der Band-Website paramaecium.com handelt A Time to Mourn vom Leben eines Menschen, das in Form eines Hauses veranschaulicht werde, dessen Räume verschiedene Aspekte des Lebens seien. In einem christlichen Leben stünde Jesus für die Tür und das innere des Hauses sei das neue christliche Leben, dass man durch Jesus beginne.
Zudem wurden auf paramaecium.com mehrere Rezensionen zu A Time to Mourn angegeben: In seiner Rezension gab Kurt Demeulemeester vom belgischen Mindview an, dass Exhumed of the Earth und Within the Ancient Forest Wegbereiter des depressiven Doom-Metal-Stils gewesen seien. Auf dem Album seien Parallelen zu den frühen My Dying Bride hörbar. Anders Blisten vom norwegischen Magazin Scream gab an, dass das Album ein sehr atmosphärisches Album sei. Die Gitarrenriffs seien nun präsenter und man habe die Geschwindigkeit herausgenommen, um dem Doom Metal mehr zu entsprechen. Abdiel vom US-amerikanischen Magazin Empyrean Reign ordnete das Album auch dem Doom Metal zu, wobei der Einsatz von Flöte und Violine auch ein Opern-artiges Gefühl hinterlasse. Bjorn Bauer von der US-amerikanischen Christian Metal Resource Website bezeichnete die Musik auf dem Album als eine Mischung aus Death- und Doom-Metal. Der gutturale Gesang sei zwar extrem tief, aber verständlich. Laut dem ungarischen Metal Hammer spielt die Gruppe auf dem Album eine Mischung aus Gothic-, Doom- und Death-Metal. Die Musik sei dunkel, langsam und unkommerziell. Paramaecium spiele dabei im Stil englischer Bands wie Anathema und My Dying Bride. Manche Riffs würden jedoch auch an Black Sabbath erinnern. Laut dem deutschen Rock Hard spielt die Band Death Doom, wobei man auf dem Album nun den Doom Metal stärker betone. Der Einsatz von Flöte und Violine rufe Erinnerungen an das erste My-Dying-Bride Album oder auch Amid Its Hallowed Mirth von Novembers Doom wach. Das deutsche EMP Merchandising bezeichnete die Musik ebenfalls als Death Doom und empfahl es auch Fans von My Dying Bride. Auf dem Album gebe es simple Melodien und harmonischen Gesang. Das Arrangement der Lieder sei auf dem Album gereift.

## Diskografie
als Paramaecium
- Silent Carnage (Demo, 1991, Eigenveröffentlichung)
- Exhumed of the Earth (Album, 1993, Witchhunt Records)
- Within the Ancient Forest (Album, 1995, Pleitegeier Records)
- Repentance (EP, 1997, Eigenveröffentlichung)
- A Time to Mourn (Album, 1999, Eigenveröffentlichung)
- Echoes from the Ground (Album, 2004, Veridon Records)

als inExordium
- inExordium (Album, 2008, Veridon Records)